# 민창기
민창기(1936년 10월 30일 ~ 2014년 5월 4일)는 대한민국의 방송인 겸 정치인이다.

## 학력
- 고려대학교 정치외교학과
- 서울대학교 행정대학원 행정학과

## 경력
- 1962년 : MBC 아나운서
- 1964년 : TBC 아나운서
- 그 이후 : KBS 보도국 해설위원 및 방송위원

## 방송
- 1987년 ~ 1991년 : KBS 1TV 《가정저널》
- 1991년 : SBS TV 《토요특집 출발 모닝와이드》
- 1996년 ~ 1998년 : SBS TV 주말《모닝와이드》